# Тіпон

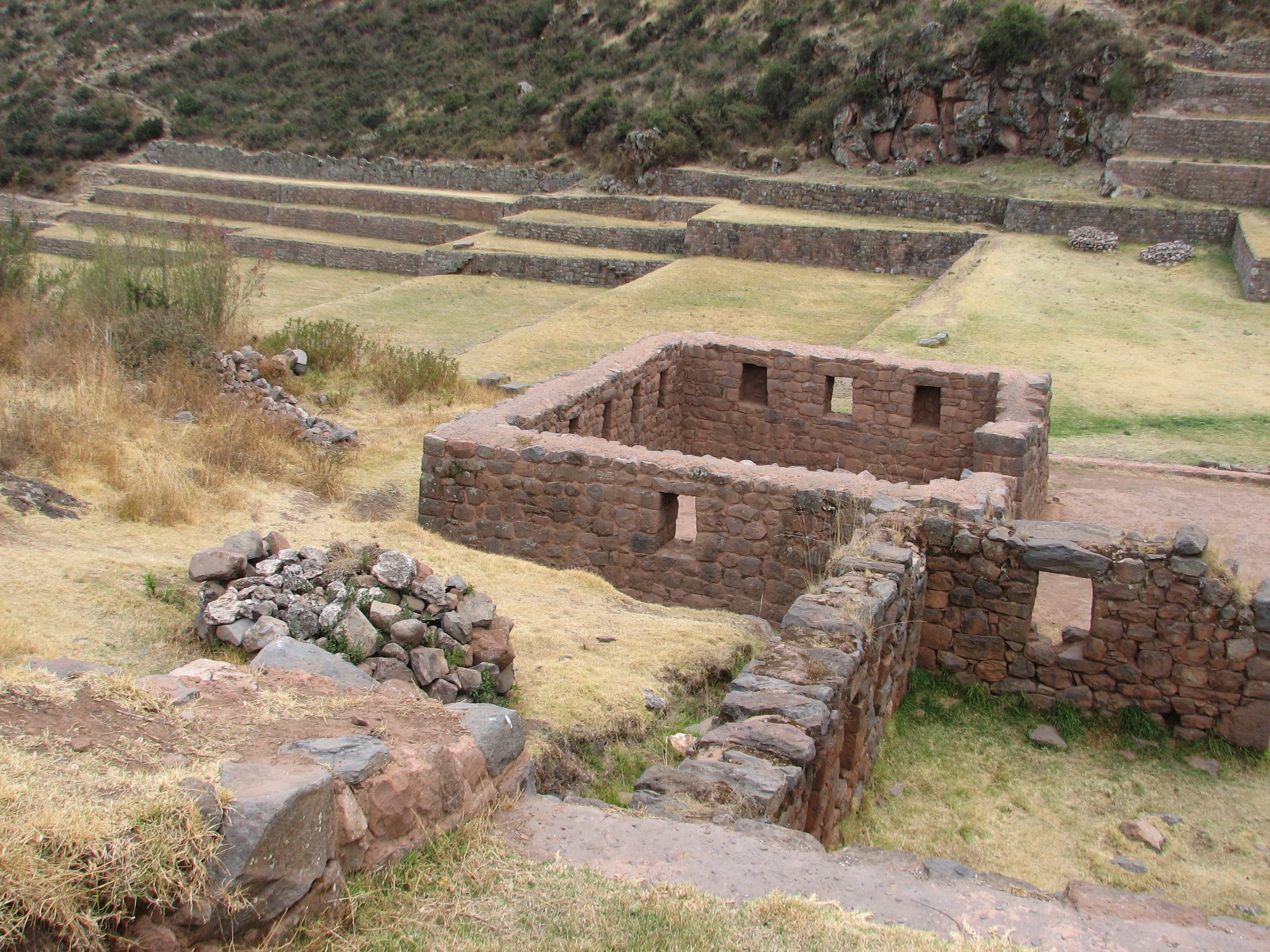
Тіпон

Тіпон — давнє місто часів інкської імперії Тауантінсую, розташовано у долині Куско, неподалік від міста Оропеса та на південний схід від м. Куско. Є важливою археологічною пам'яткою Перу. Процес розчищення продовжується й сьогодні.

## Опис
Місто розташовано у гірській долині на висоті 3450 м. До неї з Куско з часів інків протягнуто дорогу. За часів інкської держави тут існувала також потужна фортеця. Поруч з Тіпоном розташовані характерні широкі тераси інків (з червоного каміння), де вирощували сільськогосподарські культури часів інків. До них підведені відповідні канали, що тягнуться на відстані 1,2 км. Усі вони на тепер добре збереглися.
На думку вчених руїни Тіпону є найразючішими з архітектурної точки зору у долині Куско. У доволі гарному стані збереглися численні акведуки, фонтани, водяні невеличкі резервуари. Будівлі місцевої знаті зведені завдяки класичної кладки інків.